# Vladan Marković
Vladan Marković (serbisch-kyrillisch Владан Марковић; * 20. März 1977 in Belgrad) ist ein serbischer Schwimmer und Präsident des Belgrader Schwimmvereins PK Zlatni Delfin.

## Werdegang
Marković nahm in seiner Karriere an insgesamt vier olympischen Spielen teil. 1996 in Atlanta belegte er als 19-Jähriger und für Jugoslawien schwimmend über 100 Meter und 200 Meter Schmetterling jeweils den 28. Platz.
Ab 2000 in Sydney trat er nur über 200 Meter Schmetterling an und scheiterte jeweils bereits im Vorlauf. 2000 als 21., 2004 in Athen als 31. und 2008 in Peking als 43.
Seine einzigen Medaillen bei großen internationalen Wettkämpfen gewann Marković bei den Mittelmeerspielen 1997 in Bari und 2001 in Tunis, als er jeweils Dritter über 100 Meter, bzw. 1997 auch über 200 Meter Schmetterling wurde.
In Serbien gehört er zu den besten Schwimmern mit mehreren nationalen Bestleistungen und Staatsmeistertiteln.